# Solenysa bilamellata
Espèce
Solenysa bilamellata est une espèce d'araignées aranéomorphes de la famille des Linyphiidae.

## Distribution
Cette espèce est endémique de Kyūshū au Japon,. Elle se rencontre dans les préfecture de Ōita et de Saga.

## Description
Le mâle holotype mesure 1,22 mm et la femelle paratype 1,25 mm.

## Systématique et taxinomie
Cette espèce a été décrite par Ballarin et Eguchi en 2025.

## Publication originale
- Ballarin, Liao, Touyama & Eguchi, 2025 : « Review of the spider genus Solenysa Simon, 1894 in western Japan and Central Ryukyu with the description of three new species (Araneae, Linyphiidae). » ZooKeys, vol. 1232, p. 97-130 (texte intégral).